# Berzelia commutata
Berzelia commutata är en tvåhjärtbladig växtart som beskrevs av Otto Wilhelm Sonder. Berzelia commutata ingår i släktet Berzelia och familjen Bruniaceae. Inga underarter finns listade.